# Калашников Прокіп Якович
Прокі́п Я́кович Кала́шников (1906—1977) — радянський військовик. Учасник радянсько-фінської і 2-ї світової воєн. Герой Радянського Союзу (1944).

## З життєпису
Народився 1906 року в станиці Самашки (нині Чечня, РФ).
В радянській армії від 1928 року, учасник радянсько-фінської війни. На фронті Другої світової війни від 1941-го.
Відзначився як командир танкового батальйону 11-ї гвардійської танкової бригади у березні 1944 року під час зайняття селища Маньківка (Черкаська область).
Закінчив Вищу бронетанкову школу (1943), Вищі академічні курси при Військовій академії бронетанкових військ (1953).
Після війни продовжив службу в армії. Від 1954 — полковник у запасі.
Мешкав у місті Грозний (Чечня), де й помер 1977 року.

## Нагороди
- 2 ордени Леніна
- 4 ордени Червоного Прапора
- орден Олександра Невського
- 2 ордени Червоної Зірки
- медалі.[2]